# Демоскопия
Демоскопи́я (др.-греч. δῆμος — народ, др.-греч. σκοπέω [skopeo] — смотрю) — изучение общественного мнения, используемое для оценки, изучения и анализа массовых общественных явлений, позволяющее изучить настроения и отношение людей по поводу конкретного вопроса, темы или же феномена. Демоскопией часто называют анализ и оценку текущей ситуации в той или иной стране.

## Методы
Основными методами для сбора нужной информации, которые применяются в демоскопии, являются анкетные опросы и интервью самого разного характера, иными словами, проводится социологическое исследование. В понятие «демоскопия» эксперты также иногда могут включать теорию, методику и практику сбора информации, в том числе и демографической. Активно практикуются опросы общества и особое внимание уделяется факторам формирования его мнения. Также активно ведется работа непосредственно с самой полученной в ходе исследования (опроса) информацией. Для получения лучшего результата важна её достоверность и актуальность. Невозможно познать социальную действительность только с помощью наблюдения. Необходимо использование различных инструментов, таких как опросы, которые помогают определить желания аудитории и понять её отношение к той или иной проблеме, волнующему вопросу. Метод демоскопии также помогает компаниям при формировании лучшей стратегии для конкретной целевой аудитории.

## История
Само определение «Демоскопия» было впервые введено американским социологом С. Доддом в 1946 году. Позже немецкий исследователь, профессор Элизабет Ноэль-Нойман, создательница одного из крупнейших институтов в области исследования в ФРГ — Института демоскопии (Алленсбахский институт по изучению общественного мнения), ввела его во всеобщее использование. Алленсбахский институт был создан в 1947 году и пользуется популярностью по сей день как среди жителей Германии, так и у людей, проживающих в других странах. Сферой деятельности Института являются исследования по заказам политических партий, например, прогнозы итогов выборов. Начиная с 1950 года институт выполняет заказы, поступающие от политических партий и занимается прогнозированием исхода выборов в Бундестаг. Прогнозы, представленные институтом публикуются в известных газетах во время предвыборных кампаний. Институт демоскопии занимается не только прогнозированием выборов, но и выполняет заказы для правительственных учреждений — министерства здравоохранения, министерства юстиции и др. Значительная часть всех работ выполняется для газет и журналов. Около 20 % исследований в институте выполняется по заказам предпринимателей. Среди них можно выделить: изучение емкости товарного рынка, перспектив капиталовложений, опросы потребителей в интересах торговых фирм, тесты для определения перспектив сбыта различных товаров и т. д. Около 10 % исследований направлены на «изучение мнений», например отношения населения к различным законопроектам, лозунгам, упаковке товаров, изменению тарифов и т. д.
Основные положения демоскопии расписаны в книге Э. Ноэль-Нойман «Массовые опросы» (1978). В книге содержатся рекомендации по составлению анкет, влиянию формулировки и порядка вопросов на ответы опрашиваемых. Первое издание книги «Массовые опросы» увидело свет в 1963 году. В связи с этим некоторые примеры, которые приводит автор, могут выглядеть устаревшими, но несмотря на это, метод демоскопии пользуется большой популярностью.

## Дискуссия
В зарубежных странах метод опросов и метод анкетирования широко распространены и пользуются значительной популярностью в самых разнообразных сферах. Но имеется немало противников этих методов. Это можно объяснить тем, что люди не располагают достаточным количеством знаний об основных положениях прикладной социологии. Э. Ноэль-Нойман в своих работах опровергает бытующие заблуждения и предрассудки в отношении методов социологии.
Одним из таких заблуждений, можно выделить недоверие к информации, представленной социологами. Многие сомневаются в том, что по ответам небольшого числа опрошенных можно с уверенностью судить о мнении целого населения. По мнению Э. Ноэль-Нойман, репрезентативные данные могут быть получены путём опроса 900 мужчин и 1100 женщин. Но, как известно из статистики, которая опирается на закон больших чисел, это утверждение действительно можно считать верным. В книге «Массовые опросы» также можно найти опровержение высказываний о том, что законы статистики, установленные на неодушевленных предметах, нельзя применить к людям. Э. Ноэль-Нойман, в свою очередь, выступает против сомнений в надёжности полученной путём опросов информации на основании того, что мнения людей могут меняться. Надежность данных опроса населения всегда подтверждается конкретными примерами.